# Лак, Теодор
Теодор Лак (фр. Théodore Lack, 3 сентября 1846, Кемпер — 25 ноября 1921, Париж) — французский пианист и композитор.

## Биография
Родился Теодор Лак 3 сентября 1846 года в городе Кемпере, находящемся на западе Франции. В возрасте десяти лет был назначен органистом в родном городе, где проработал вплоть до поступления в Парижскую консерваторию в 1860 году, которую спустя четыре года успешно закончил, будучи лауреатом многих призов. Ученик Антуана Мармонтеля (фортепиано), Луи Лефебюра-Вели (композиция) и Франсуа Базена (гармония). В том же году стал преподавателем консерватории по фортепиано и занимал должность до самой смерти. После поступления в консерваторию ни разу не покидал Париж. Умер 25 ноября 1921 года в возрасте 75 лет.
Лаку принадлежит школа фортепианной игры и множество салонных фортепианных пьес, в числе которых Тарантелла (op. 20), Болеро (op. 27), Элегантный этюд (op. 30), Испанский вальс (op. 40), Детские сцены (op. 61), Этюды мадемуазель Диди (op. 85), Эльзасский сувенир (op. 106) и т. д.